# Kazuya Mishima
Kasuya Mishima er en fiktiv figur, som stammer fra Tekkenspil-serien
Tekken:

Kazuya deltager for at få hævn over sin far Heihachi Mishima, fordi han kastede Kazuya ud over en klippe som dreng.
Tekken 2:

Kazuya vil fastgøre sin position og annoncerer The King of Iron Fist Tournament 2. 
Tekken 4:

Efter at blive kaste i en vulkan af sin far ved enden af Tekken 2. Blev Kazuya genoplivet af G Corporation, nu hvor Heihachi er leder igen deltager Kazuya.
Tekken 5:

Efter næsten af dø sammen med Heihachi, planlægger Kazuya at tage hævn over dem der står bag.

## Forhold
- Heihachi Mishima – Far

- Kazumi Mishima - Mor

- Jin Kazama – Søn

- Jinpachi Mishima – Farfar

- Jun Kazama – Kone

- Lee Chaolan – Adopterede bror

- Devil – Alter ego

- Angel – Repræsenterer Kazuyas gode side

- Paul Phoenix – Rival

- Bruce Irvin – Kazuyas bodyguard i Tekken 2

- Ganryu –  Kazuyas bodygaurd i Tekken 2